# جلال ذوالفنون
جلال ذوالفنون (۱۶ اسفند ۱۳۱۶ – ۲۸ اسفند ۱۳۹۰) موسیقی‌دان، ردیف‌دان و نوازندهٔ برجسته سه‌تار اهل ایران بود.

## زندگی هنری

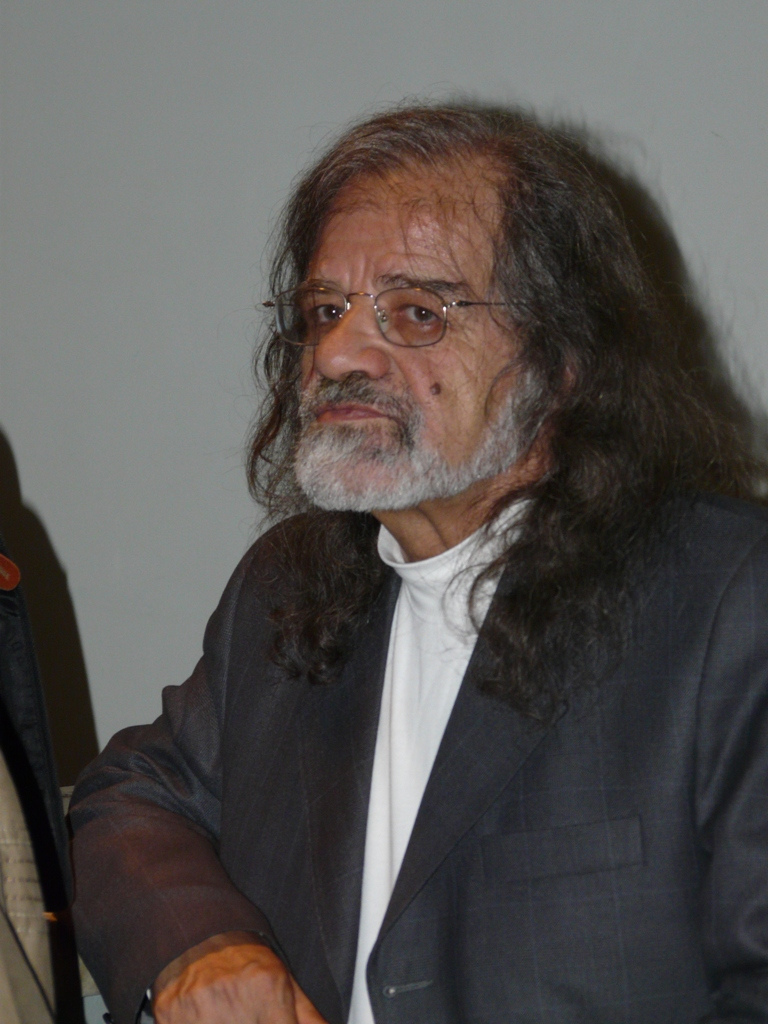
جلال ذوالفنون

جلال ذوالفنون در سال ۱۳۱۶ در آباده متولد شد. در کودکی به همراه خانواده‌اش به تهران آمد و فراگیری موسیقی را در ده سالگی در خانواده ای اهل موسیقی آغاز کرد. برای ادامهٔ تحصیل به هنرستان موسیقی ملی رفت و در آنجا با سازهای دیگر چون تار و ویلن آشنا شد. ویلن را نزد برادرش محمود ذوالفنون آموخت. در هنرستان از رهنمودهای موسی معروفی در زمینه تکنیک سه‌تار برخوردار شد. هم‌زمان با تأسیس رشته موسیقی در دانشکده هنرهای زیبا، به آنجا راه یافت. آشنایی با شخصیت‌های موسیقی ملی ایران از جمله نورعلی برومند و داریوش صفوت، شناخت تازه‌ای از موسیقی اصیل ایران و امکانات وسیع سه‌تار برای وی به ارمغان آورد و از سال ۱۳۴۶ فعالیت خود را روی سه‌تار متمرکز کرد.
او از روش‌های اساتیدی چون ابوالحسن صبا، ارسلان درگاهی و همچنین راهنمایی‌های احمد عبادی بهره یافت. پس از پایان دانشکده در همان‌جا و در مرکز حفظ و اشاعه موسیقی ایران به تدریس سه‌تار پرداخت. در این سال‌ها از راهنمایی یوسف فروتن و سعید هرمزی که از نوازندگان قدیمی سه‌تار بودند برخوردار گردید.
جلال ذوالفنون آثار نوشتاری و صوتی فراوانی در زمینهٔ موسیقی ایرانی از خود به جای گذاشته که از بین آنها می‌توان آلبوم‌های گل صدبرگ و آتشی در نیستان با صدای شهرام ناظری را نام برد.
همچنین از دیگر آثار او می‌توان به مستانه، سرمستان و شب عاشقان با صدای علیرضا افتخاری و آلبوم شیدایی با صدای صدیق تعریف اشاره کرد.
ذوالفنون سالیان متمادی در زمینه تحقیق و تتبع گام برداشت و کوشید جوانان را با این قلمرو آشنا کند. مهم‌ترین کار وی پس از تحقیق، تدریس بود.
او نخستین کسی بوده‌است که کتاب آموزشی خاص برای سه تار نوشته‌است.
در مراسم پایانی بیست و هفتمین جشنواره بین‌المللی موسیقی فجر، در تاریخ ۳۰ بهمن ۱۳۹۰ از «جلال ذوالفنون» تقدیر به عمل آمد.

## فعالیت‌های هنری

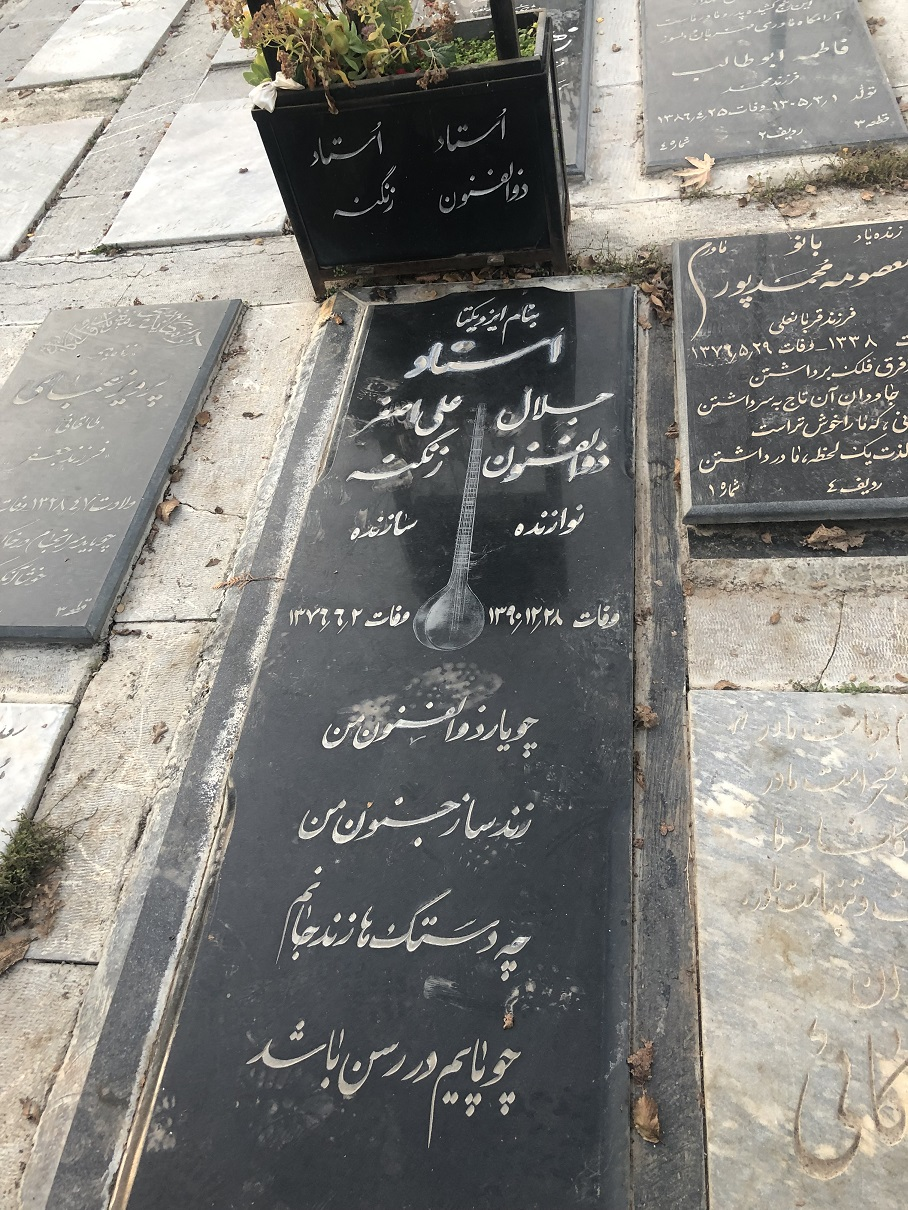

از جمله فعالیت‌های هنری جلال ذوالفنون به موارد زیر می‌توان اشاره نمود:
- کنسرت موسیقی در انجمن فرهنگی ایران و شوروی تکنوازی تار ۱۹۵۸
- فعالیت در سازمان رادیو و تلویزیون از ۱۹۵۸ تا ۱۹۶۷
- تدریس موسیقی درکانون‌های هنری و آموزشی
- کنسرت‌های متعدد در ایران - ژاپن - کشورهای اروپایی- آمریکا - کانادا - استرالیا
- همکاری با «موریس بژاز» در زمینه تلفیق موسیقی ایرانی با باله‌های اروپایی در جشن هنر شیراز
- تحقیق در موسیقی فولکلور ایران در مرکز حفظ و اشاعه موسیقی ایرانی
- همکاری با «ژان دورینگ» در زمینه آشنا کردن ایشان با موسیقی ایرانی در سالهای ۱۹۷۵ تا ۱۹۸۰
- شرکت در سمینار موسیقی در ژاپن بنا به دعوت سازمان هنری (A.T.P.A) به منظور معرفی موسیقی ایران به کشورهای خاور دور در ۱۹۷۶
- همکاری با مؤسسه DELA MUNOT (دولامونته) بروکسل به منظور معرفی موسیقی ایران به کشورهای اروپای غربی
- همکاری با مؤسسه WORD MUSIC INISTTUTE به منظور اجرای کنسرت در نیویورک و معرفی موسیقی ایران به ملل دنیا ۱۹۹۴
- اجرای کنسرت در محل سازمان ملل متحد در نیویورک به منظور معرفی موسیقی ایران به سایر ملل در سال ۱۹۹۴

## درگذشت
جلال ذوالفنون در ۲۸ اسفند ماه سال ۱۳۹۰ در اثر خونریزی داخلی پس از جراحی قلب باز، در بیمارستان البرز کرج درگذشت. پیکر او صبح روز چهارشنبه ۲ فروردین ۱۳۹۱ از مقابل تالار وحدت تهران تشییع شد. و به وصیت خودش و با حضور دوستداران و خویشاوندانش در قبرستان امامزاده طاهر کرج به خاک سپرده شد.

## آثار هنری
آلبوم موسیقی:
- «دانه‌های مروارید» ۱۳۵۷[۱۱]
- «گل صد برگ» با صدای: شهرام ناظری ۱۳۶۰[۱۲]
- «آتشی در نیستان» با صدای: شهرام ناظری ۱۳۶۷
- «موسی و شبان» با صدای: شهرام ناظری
- «باد صبا می‌آید» با صدای: شهرام ناظری
- «مستانه» با صدای: علیرضا افتخاری ۱۳۷۹

- سرمستان با صدای: علیرضا افتخاری

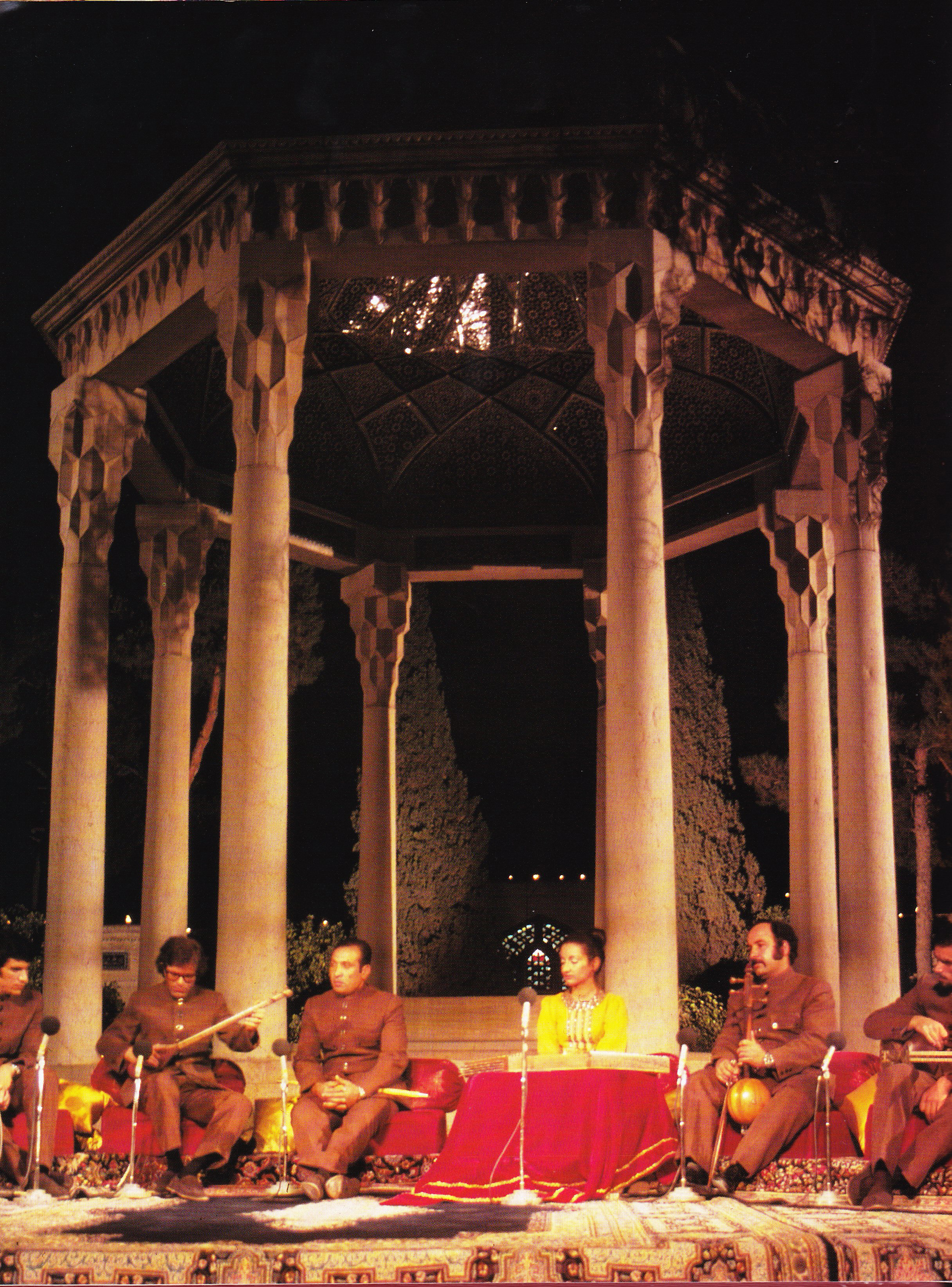
جلال ذوالفنون در حال اجرای برنامه به همراه مرکز حفظ و اشاعه در جشن هنر شیراز

- «شب عاشقان» با صدای: علیرضا افتخاری
- «کنسرت راست پنجگاه» با صدای: حسام الدین سراج ۱۳۸۶[۱۳]
- «شرح فراق» با صدای: حسام الدین سراج
- «بی نشان» با صدای: حسام الدین سراج
- «سیم آخر» با صدای: بامداد فلاحتی[۱۴]
- «در آسمان» با صدای: علیرضا ادیب
- «داغ تنهایی» با صدای: عبدالحسین مختاباد
- «شیدایی» با صدای: صدیق تعریف
- «رقص مضراب» به همراه: سیامک بنایی[۱۵]
- «هجده تصنیف» به همراه: سیامک بنایی[۱۶]
- «در این خانه بگردیم»[۱۷]
- «مجنون» ۱۳۷۹[۱۸]
- «ناز و نوازش» ۱۳۸۴[۱۹]
- «باغ پر برگی» ۱۳۹۱[۲۰]
- «باغ پربرگی۲» ۱۳۹۲[۲۱]
- «پیوند»
- «پرند»[۲۲]
- «دل آوا»[۲۳]

کتاب:
- کتاب «مکتب سه تار نوازی ذوالفنون بر پایهٔ ردیف شور میرزا عبدالله» (محقق: سیدبهزاد جعفری) انتشارات هستان ۱۳۸۹
- «آموزش سه تار» (۴ جلد) - به اهتمام مهرداد ترابی، انتشارات هستان (چاپ پنجاه و ششم: ۱۳۹۵)